# Alícia Homs Ginel
Alícia Homs Ginel (* 15. Oktober 1993 in Palma de Mallorca) ist eine spanische Politikerin der Partido Socialista Obrero Español (PSOE). Seit 2019 ist sie Mitglied des Europäischen Parlaments.

## Leben
Homs Ginel studierte Politikwissenschaft und Staats- und öffentliche Verwaltung mit dem Schwerpunkt Internationale Beziehungen an der Autonomen Universität von Barcelona. Sie war als technische Beraterin für das regionale Arbeitsministerium der Balearen tätig.
Bei den Wahlen zum Europäischen Parlament 2019 in Spanien wurde sie als Kandidatin der PSOE auf Platz 17 der Liste der Sozialistischen Arbeiterpartei Spaniens gesetzt und ins Europäische Parlament gewählt. Sie hat ihr Mandat am 2. Juli 2019 angetreten und gehört der Fraktion der Progressiven Allianz der Sozialdemokraten im Europäischen Parlament an. Seit 2019 ist Homs außerdem Präsidentin der Young European Socialists.